# タンジャ・ママドゥ
タンジャ・ママドゥ（Tandja Mamadou, 1938年 - 2020年11月24日）は、ニジェールの政治家。退役陸軍中佐。第5代大統領、内相、駐ナイジェリア特命全権大使を歴任したほか、軍の幹部も務めた。少数民族カヌリ人出身。ママドゥ・タンジャとも。

## 生涯
1950年代半ばにニジェール軍入隊、マリ共和国やマダガスカルの軍士官学校で学ぶ。1974年のセイニ・クンチェ陸軍参謀長によるクーデターに深く関与し、1989年まで軍事政権「最高軍事評議会」の評議員。1991年に退役し、社会発展国民運動(MNSD)党首に。1993年・1996年の大統領選で落選したが、1999年11月の大統領選で当選し、12月22日から現職。大統領就任に伴い、MNSD党首の座を降りた。2004年の大統領選で再選を果たした。
2期目の大統領任期は2009年に終了する規定となっていたが、同年、新憲法が国民投票で採択されたことにより、新憲法施行までの暫定政権を率いる大統領として、2012年までの留任が決定した。また同時に、旧憲法に存在した3選禁止規定が新憲法では削除され、2012年以降の大統領職続投も可能となった。
だが、2010年2月18日に国内で軍事クーデターが発生し、身柄を拘束され失脚した。その後、クーデターにより権力を掌握した軍事政権が採択した新憲法案が2010年11月の国民投票で可決され、ママドゥの企図した大統領権限を強化する新憲法は葬り去られた。
2020年11月24日に首都ニアメで82歳で死去。